# Rungwecebus
Rungwecebus is een monotypisch geslacht. Het is de geslachtsnaam van een apensoort die in 2005 in Tanzania is ontdekt. Deze soort werd oorspronkelijk beschreven als een soort van het geslacht Lophocebus. De wetenschappelijke naam van deze soort is Rungwecebus kipunji

## Taxonomie
- Geslacht: Rungwecebus
  -  Soort: Rungwecebus kipunji